# فيصل إسلام
فيصل إسلام (بالإنجليزية: Faisal Islam)‏ هو صحفي بريطاني، ولد في 1978 في مانشستر في المملكة المتحدة.